# Obere Schloßgasse (Weimar)

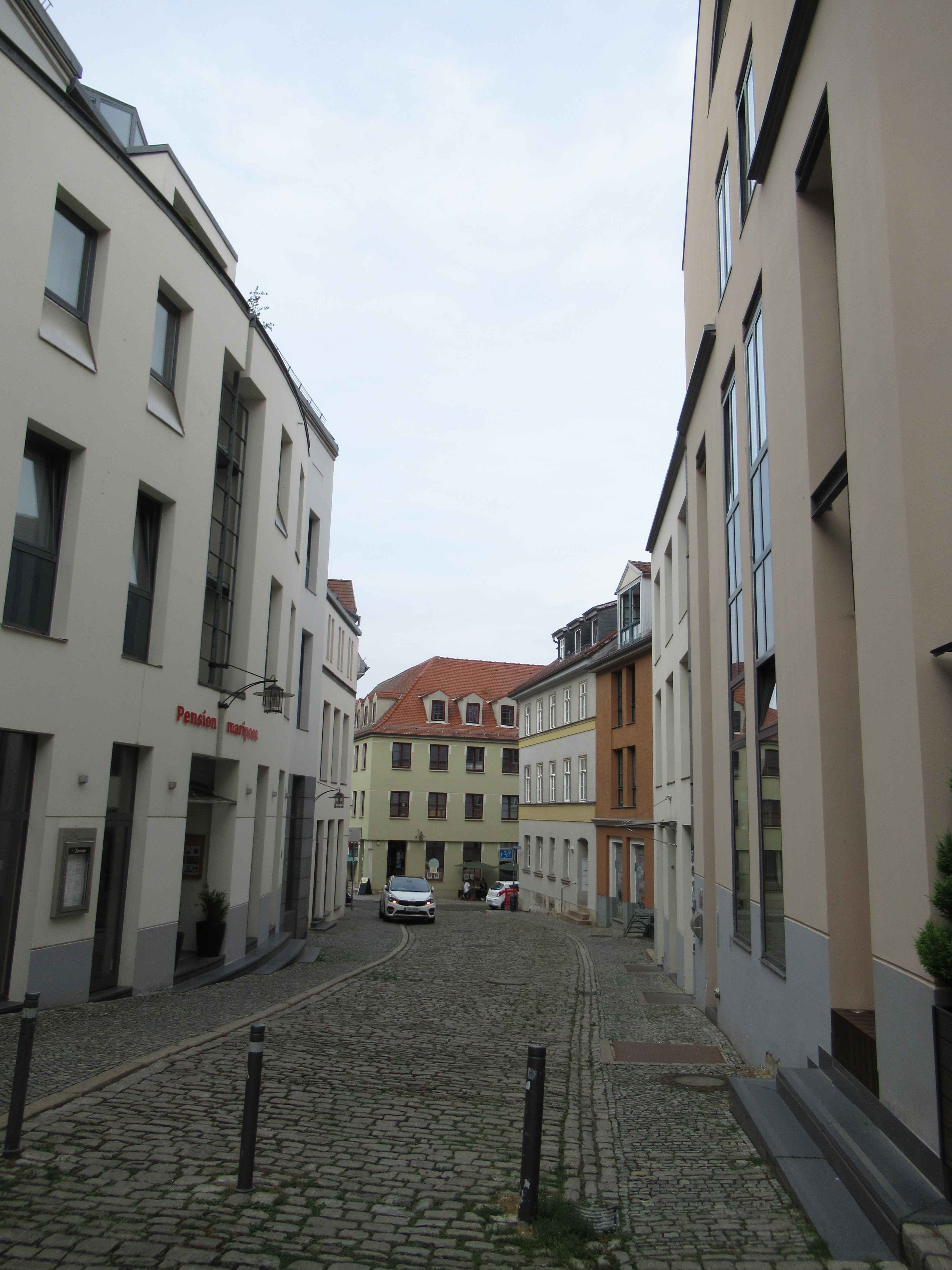
Obere Schloßgasse

Die Obere Schloßgasse  ist ein kurzer Straßenzug vom Markt, eher Grünen Markt zur Schloßgasse in der Mitte der Altstadt von Weimar.
Gegenüber liegt die Kollegiengasse. Die Obere Schloßgasse endet an der Schloßgasse, die wiederum bis an die Marktstraße führt. Ansässig sind hier eine Antiquitätenhandlung, eine Anwaltskanzlei, ein Restaurant bzw. eine Pension und eine Galerie.
Die gesamte Obere Schloßgasse steht auf der Liste der Kulturdenkmale in Weimar (Sachgesamtheiten und Ensembles).